# Ahmed Ibn Ibrahim Al-Ghazi
Pour les articles homonymes, voir Ghazi.
Ahmed Ibn Ibrahim Al-Ghazi, dit « le Conquérant », né vers 1506 a Zeilah en Somalie et mort le 21 février 1543 dans la région d'Amhara, est un dirigeant religieux (imam), politique et militaire du sultanat musulman d'Adal,, il est connu pour avoir dirigé la guerre adalo-éthiopienne et avoir bouleversé la géographie politique de la région, avant sa mort et son échec final en 1543. 
Il est considéré comme somali par un grand nombre d'auteurs et est revendiqué comme un héros national par la Somalie, qui a érigé des statues en son honneur.

## Dénominations

### Son nom dans les langues locales
- En somali : Axmed Ibraahim al-Qaasi,
- En afar : Hamad Gura,
- En harari : አሕመድ ኢቢን ኢብራሂም አል ጋዚ (Acmad Ibni Ibrahim Al-Gaazi),
- En arabe : أحمد بن إبراهيم الغازي (?).

### Ses surnoms
À partir de la fin du XVIe siècle, il est appelé :
- « le Gaucher » dans les sources chrétiennes (en amharique ግራኝ (grañ))[7]
- Gurey en somali (Axmet gurey),
- mais pas dans les textes musulmans[pas clair].

## Biographie

### La guerre adalo-éthiopienne

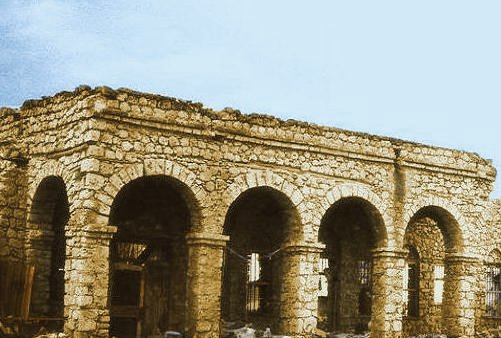
Ruines du sultanat d'Adal, à Zeilah, en Somalie.

Vers 1520, le sultan d’Harar, Abou-Bakr b. Mohammed, est confronté à des oppositions internes, religieuses et politiques, qui prennent la forme d'une « guerre civile » ou «jihad interne». Un groupe d'opposants originaire du Hubat est fondé par le jarad Abun, qui est tué par Abu Bekr. Après plusieurs épisodes, Ahmed al Ghazi, qui a épousé Dalwanbarah, la fille d'un chef de guerre nommé Mahfouz, prend la tête de ce groupe, tue le sultan Abu Bakr et le remplace par son frère ’Umar din b. Mohammed. Il assure ainsi son autorité sur le sultanat.
Selon un manuscrit éthiopien du XIXe siècle, en 1527, Ahmed al-Ghazi refuse de payer un tribut à l'empereur Dawit II. Attaqué par une armée éthiopienne dirigée par « Digal » ou « Dagalhan », Ahmed la défait, puis reforme ses troupes avec de nombreux Somalis et entreprend une guerre sainte (djihad) contre l'Empire éthiopien.
Ahmed al-Ghazi est victorieux des éthiopiens à Chémbéra-Kourié en mars 1529, mais ses troupes refusent de pénétrer plus profondément dans le pays. En 1531, il reprend l’offensive contre l’Éthiopie.
Dans le contexte de la guerre navale entre Portugais et Ottomans, il bénéficie du soutien de ces derniers. Grâce aux armes à feu turques, il réussit, en deux ans, à contrôler une grande partie du pays : il occupe le Daouaro et le Choa, l’Amhara et le Lasta, soumet au passage Balé, Hadiya et Sidamo et efface la chrétienté du Cambata. Il dévaste les hauts-plateaux, brûle les églises, pille les villes et les monastères. Seuls le Tigray, le Bégemeder et le Godjam sont épargnés. En 1533, Gragn lance toutes ses forces contre les provinces du nord. Il envahit le Tigré et rencontre une résistance dans la province de Seraye (en), qui fait partie du royaume du Medri Bahri (en), menée par Adkamé Melaga qui résiste jusqu'à la fin de la guerre.
Il achève la conquête de l’Abyssinie, à l’exception de quelques régions montagneuses où se sont réfugiés le negus Dawit II et ses partisans. Le pays est dévasté à tel point que les envahisseurs eux-mêmes souffrent de la famine.
Des troupes portugaises débarquent à Massaoua, au nord de l'Éthiopie, en 1541 pour soutenir le negus Gelawdéwos, successeur de Dawit II. Ils remportent un premier succès en franchissant l’Amba-Sénéïti, puis arrivent début avril 1542 au sud de Mekele où ils se retranchent devant le gros des troupes de Gragn. En deux batailles au nord de l’Amba Alagi, ils débandent les musulmans, et blessent l’iman Ahmed. Mi-avril, ils atteignent la plaine d’Ofala, au sud du lac Achangui, alors que la saison des pluies arrive.
Pendant ce temps, Ahmed al Ghazi reconstitue ses troupes et y adjoint 900 mousquetaires et dix canons reçus d’Arabie, du pacha des Turcs de Zébid. Il reprend l’offensive avant la saison sèche  et met les Portugais en déroute à la bataille de Wofla (29 août 1542) : deux cents survivants se replient vers le Simien avec la reine et le prêtre catholique João Bermudes. Leur chef, Dom Christophe de Gama, fils de Vasco de Gama, resté en arrière, est capturé et torturé avant d’être décapité.
En octobre, le negus Gelawdewos réussit à joindre ses troupes et les Portugais, tandis qu'Ahmed al Ghazi, sûr de son succès, a congédié ses alliés turcs et regagné ses quartiers près du lac Tana. L'année suivante, les troupes de Harar sont surprises et décimées par le négus Gelawdewos à Ouaïna-Dega, près du lac Tana, en février 1543. Ahmed al Ghazi y est tué d’une balle de mousquet par le Portugais Pero de Lian. Privés de leur chef, ses soldats se dispersent et sont taillés en pièces dans leur fuite vers l’Adal.
Malgré quelques tentatives, les successeurs de Ahmad (vizir ’Abbas, emir Nur ibn al-Wazir Mujahid  et sultan Muhammad) ne parviennent pas à reprendre la guerre et les territoires perdus. Il finirent par abandonner Harar pour s'installer dans l'Awsa.